# Папудо
Папудо (исп. Papudo) — посёлок в Чили. Административный центр одноимённой коммуны. Население посёлка — 2987 человек (2002). Посёлок и коммуна входит в состав провинции Петорка и области Вальпараисо .
Территория — 64,3 км². Численность населения — 6356 жителей (2017). Плотность населения — 98,9 чел./км².

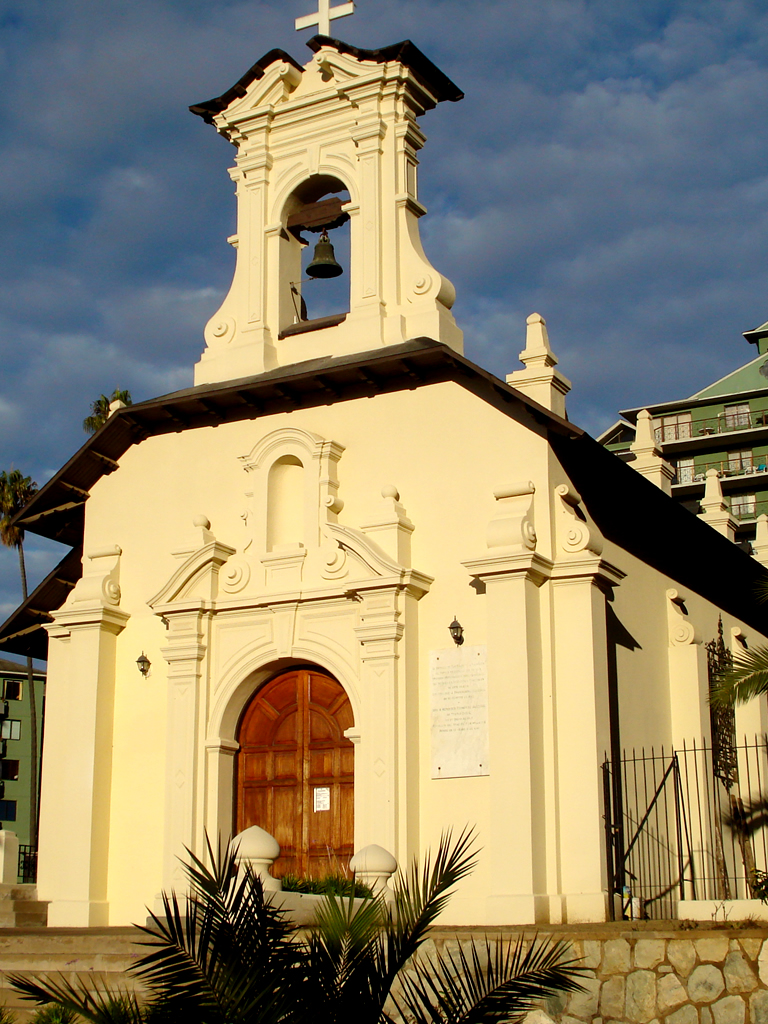
Церковь Богоматери Мерседес

## Расположение
Посёлок расположен в 62 км на север от административного центра области города Вальпараисо.
Коммуна граничит:
- на севере — c коммуной Ла-Лигуа
- на востоке — с коммуной Ла-Лигуа
- на юге — c коммуной Сапальяр
- на западе — Тихий океан

## Демография
Согласно сведениям, собранным в ходе переписи 2017 г. Национальным институтом статистики (INE), население коммуны составляет:
| Полное население                          | Полное население                          | Полное население                          | Полное население                          | Полное население                          | 6 356 |
| ----------------------------------------- | ----------------------------------------- | ----------------------------------------- | ----------------------------------------- | ----------------------------------------- | ----- |
| в том числе:                              | Городское население                       | 5 414                                     | Процент городского населения, %           | 85,18                                     |       |
|                                           | Сельское население                        | 942                                       | Процент сельского населения, %            | 14,82                                     |       |
|                                           | Мужское население                         | 3 341                                     | Процент мужского населения, %             | 52,56                                     |       |
|                                           | Женское население                         | 3 015                                     | Процент женского населения, %             | 47,44                                     |       |
| Плотность населения, чел/км²              | Плотность населения, чел/км²              | Плотность населения, чел/км²              | Плотность населения, чел/км²              | Плотность населения, чел/км²              | 98,9  |
| Население коммуны в % к населению области | Население коммуны в % к населению области | Население коммуны в % к населению области | Население коммуны в % к населению области | Население коммуны в % к населению области | 0,35  |

| Динамика изменения населения коммуны | Динамика изменения населения коммуны | Динамика изменения населения коммуны | Динамика изменения населения коммуны |
| ------------------------------------ | ------------------------------------ | ------------------------------------ | ------------------------------------ |
| 1992                                 | 2002                                 | 2012                                 | 2017                                 |
| 3896                                 | 4608▲                                | 5086▲                                | 6356▲                                |

## Важнейшие населенные пункты[4]
| № | Населённый пункт | Населённый пункт (исп.) | Категория | Население чел. (2002) | На карте                        |
| - | ---------------- | ----------------------- | --------- | --------------------- | ------------------------------- |
| 1 | Папудо           | Papudo                  | город     | 2987                  | 32°30′29″ ю. ш. 71°26′43″ з. д. |
| 2 | Пульяльи         | Pullalli                | поселок   | 1356                  | 32°26′22″ ю. ш. 71°19′00″ з. д. |